# فرديناند بوكانان
فرديناند بوكانان (بالإنجليزية: Ferdinand Buchanan)‏ هو لاعب رماية جنوب أفريقي، ولد في 8 مارس 1888 في إسواتيني، وتوفي في 14 أبريل 1967 في بريتوريا في جنوب أفريقيا.

## وصلات خارجية
- فرديناند بوكانان على موقع أوليمبيديا (الإنجليزية)